# کلایویل (رود آیلند)
کلایویل (به انگلیسی: Clayville) شهری در ایالت رود آیلند کشور ایالات متحده آمریکا است که جمعیت آن در سرشماری سال ۲۰۱۰ میلادی، ۳۰۰ نفر بوده‌است.